# Quatre communes
Pour les articles homonymes, voir Quatre communes (homonymie).

Gorée.

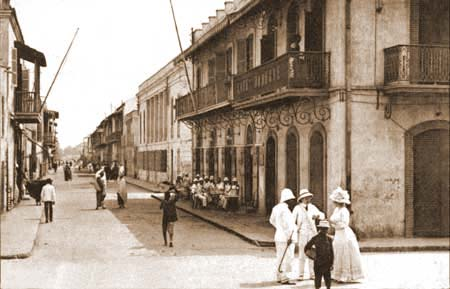
Saint-Louis vers 1900. Rue du Liban.

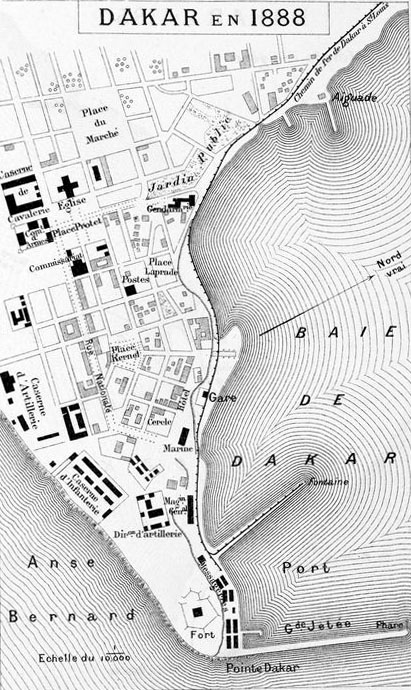
Dakar en 1888.

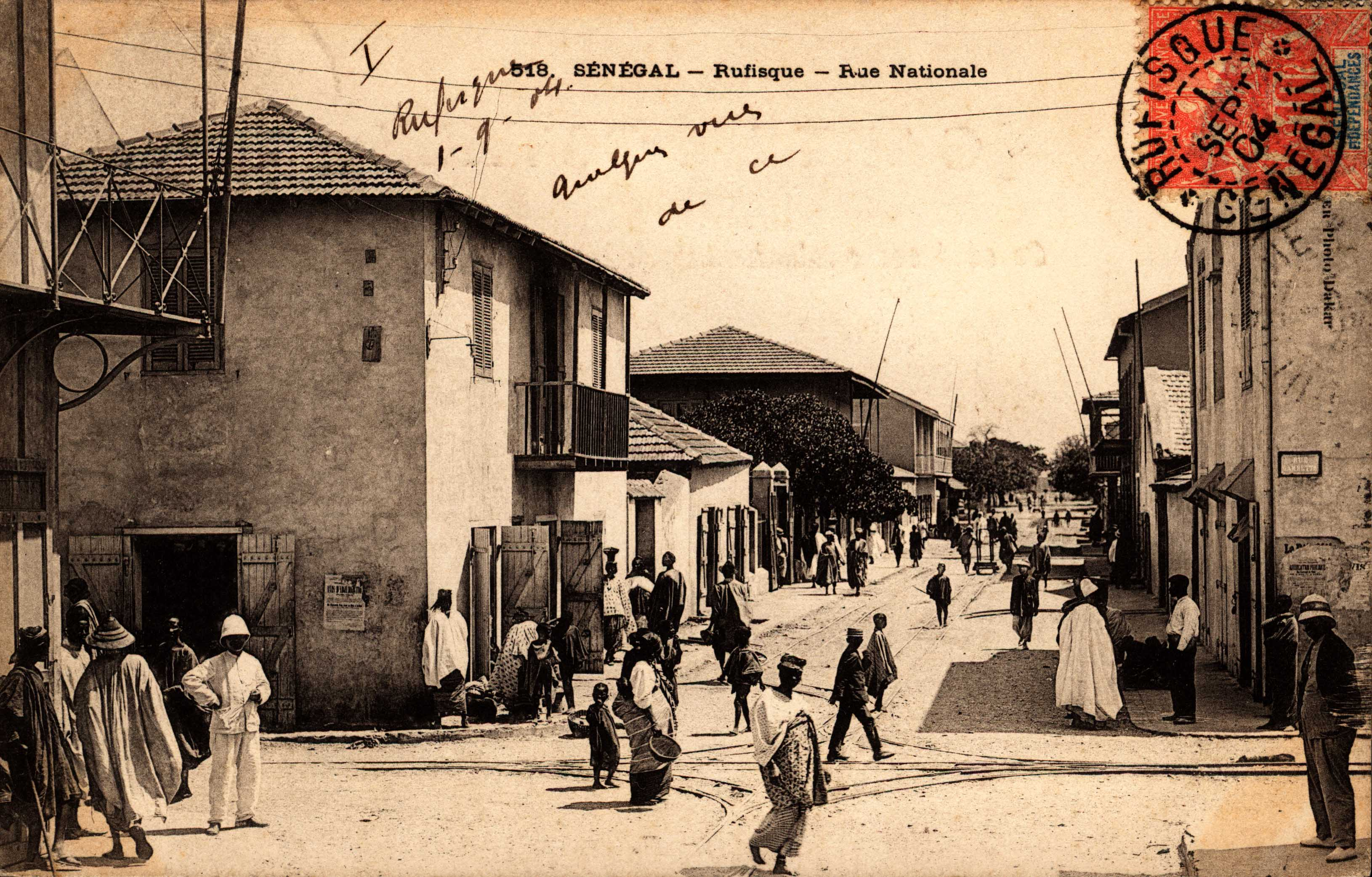
Rue Nationale à Rufisque en 1904

Les Quatre Communes,,,, ou Quatre Vieilles, sont les quatre premières,, communes de plein exercice,,, créées par la France au Sénégal. Il s’agit de Saint-Louis et Gorée, érigées en communes dès 1872,, Rufisque, en 1880, et Dakar, en 1887,.
Citoyens dès la Première République française, les originaires des quatre communes se voient attribuer certains droits politiques — tels que l'électorat et l'éligibilité — et un décret du 16 mars 1914 les exempte du régime de l'indigénat. Leurs habitants ont, en outre, envoyé un député à la Chambre des députés de la République française à partir de 1848. Néanmoins, un décret du 20 mai 1857 les prive d'une partie de droits civils et politiques réservés aux citoyens français et les place sous « statut civil réservé ». La particularité des Quatre Communes est qu'alors qu'en droit colonial français et jusqu'à la loi dite « Lamine Guèye » du 7 mai 1946, les « indigènes » des colonies — entendus comme les nationaux français de statut local — sont en principe privés de citoyenneté.
Blaise Diagne, assimilationniste et personnalité politique française, les qualifie de « Berceau de la France Africaine ». Pendant la Première Guerre mondiale, la loi Blaise Diagne du 29 septembre 1916 conféra à leurs habitants une pleine citoyenneté française,.
Les Quatre Communes ont conservé leur dénomination bien qu'en 1929, leur nombre ait été réduit à trois par la réunion de Gorée à Dakar.

## Une colonisation progressive

### La colonisation des Quatre Communes
Les indigènes de l'île Saint-Louis et de l'île de Gorée se voient accorder la citoyenneté française par l'Assemblée nationale législative de la Première République Française le 4 avril 1792. Ils font donc partie des premiers citoyens français étant donné que c'est la période où le concept de citoyenneté française voit le jour,

### La conquête du Sénégal
La présence française dans ces quatre communes a été un élément majeur de la colonisation française après la conférence de Berlin (1884-1885). En effet, la France désirait construire un chemin de fer afin de relier ses communes de Saint Louis et de Dakar et finit par entrer en conflit avec le Damel du Cayor, Lat Dior. La France s'assure le contrôle militaire de l'ensemble du Cayor dès 1865 à la suite de la bataille de Loro. Les rapports restent tendus mais à la suite de l'aide militaire française apportée à Lat Dior contre Cheikhou Amadou en 1875, ils trouvent un terrain d'entente et signent en 1879 un traité autorisant la construction du chemin de fer en échange du maintien de Lat Dior à la tête du Cayor. Toutefois, l'année suivante Lat Dior décide de révoquer le traité et mène des attaques contre les positions françaises, ce qui empêche la construction de la ligne ferroviaire. Pour la France, Lat Dior a violé le traité de 1879. Ce prétexte, associé à la fin de la conférence de Berlin, permet une intervention militaire qui fait officiellement du Cayor un protectorat français en 1886, la colonisation de l'ensemble de l'Afrique de l'Ouest est alors amorcée. Saint Louis, puis Dakar deviendront par la suite les deux capitales successives de l'AOF créée en 1895. 

## Un droit de vote pour les Parlements de la République

### La députation, un acquis de la République (1848/1879)
Le statut des habitants de Saint-Louis est posé par la Révolution de 1789 (Lamiral, un envoyé porteur du cahier de doléances des notables, européens et mulâtres, se fait plus ou moins accepter dans les couloirs des 
États généraux, sans statut défini). Il s'y est créé progressivement un statut de Français citoyen auquel le code civil est appliqué partiellement pour tenir compte des particularités juridiques musulmanes.
En 1848, la Révolution accepte (le 27 avril) l'envoi d'un député au parlement de la Seconde République (Barthélémy Durand Valantin, réélu en août 1849) pour les ports de Saint-Louis et de Gorée, tous les habitants depuis plus de cinq ans pouvant voter (4 706 votants le 31 octobre 1848, dont des noirs et des métis).
Napoléon III retire ce droit le 2 avril 1852, qui est rétabli le 1er février 1871 (élu Lafont de Fongauffier).
L’administration locale craignant l’influence du député, il est à nouveau retiré par la loi organique du 30 décembre 1875, sur l'élection des députés, dont l'article 21 réservait ce droit aux quatre colonies — la Martinique, la Guadeloupe, la Réunion et les Établissements français de l'Inde — auxquelles l'article 2 de la loi du 24 février 1875, relative à l'organisation du Sénat, avait attribué des sénateurs.
La représentation du Sénégal à la Chambre des députés est rétablie, sous la présidence de Jules Grévy, par la loi du 8 avril 1879.
Elle est confirmée par les lois ultérieures.
Le tableau annexé à loi du 16 juin 1885 attribue au Sénégal l'élection d'un des dix députés attribués aux colonies.

### Une vie politique locale fondée sur les clans
Avant la première guerre mondiale, la vie politique des quatre communes est liée au petit nombre d'électeurs, à l'isolement relatif (les nouvelles prennent du temps pour aller et venir de métropole), et prend donc un tour local où c'est moins le parti que le « clan » qui fait l'élection. Les députés sont en général soit des officiers de la marine nationale, soit des mulâtres. Le clan des commerçants bordelais, le rôle de l'Église, et le clan des commerçants locaux se disputent en général les suffrages. C'est la lassitude de ce système paralysant qui conduit à la montée d'une nouvelle génération de noirs partiellement acculturés qui, à partir de 1900, s'investissent dans un jeu politique jusque-là tenu par les mulâtres et les coloniaux. La victoire de Blaise Diagne en 1914, premier noir élu député, débouche sur un élargissement de la citoyenneté au-delà des quatre communes.

### Liste des députés

#### La Deuxième République
- Barthélémy Durand Valantin 1848-1850

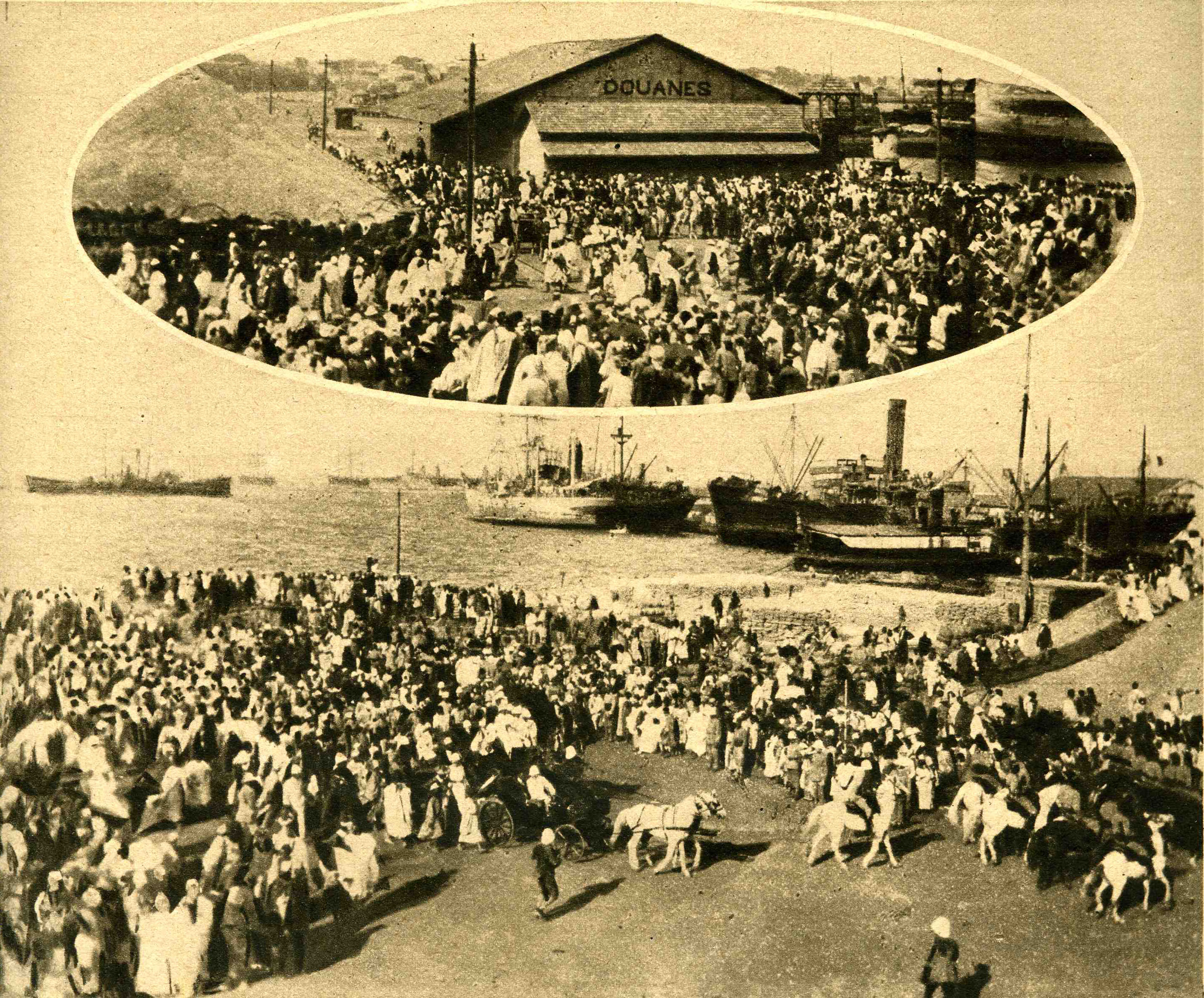
Arrivée de B. Diagne, député du Sénégal, haut commissaire du gouvernement pour le recrutement des troupes noires à Dakar en mars 1918.

- Vacant 1850-1852
- Aboli 1852-1871

#### La Troisième République
- Jean-Baptiste Lafon de Fongauffier 1871-1876
- Aboli 1876-1879
- Alfred Gasconi 1879-1889
- Aristide Vallon 1889-1893
- Jules Couchard 1893-1898
- Hector d'Agoult 1898-1902
- François Carpot 1902-1914
- Blaise Diagne 1914-1934
- Galandou Diouf 1934-1940

#### Députés notables 1945-1960
- Amadou Lamine-Guèye
- Léopold Sédar Senghor
- Mamadou Dia
- Abbas Guèye

## La citoyenneté au-delà du droit de vote

### Le statut civil réservé
Les originaires des communes de plein exercice de Dakar, Goré, Rufisque et Saint-Louis étaient régis par un « statut local ». Mais, à l'égard de ceux-ci, le domaine d'application du « statut local » était limité à certaines matières : l'état des personnes, le mariage, les successions, donations et testaments. Ces matières faisaient l'objet de leur « statut civil réservé », d'abord défini, sous le Second Empire, par un décret du 20 mai 1857, puis, sous la IIIe République, par un décret du 20 novembre 1932. Dans les autres matières, notamment dans celle des obligations, les originaires des communes de plein exercice étaient soumis au « statut civil français ». Il s'agissait d'une situation exceptionnelle qui ne s'expliquait que par l'ancienneté des Établissements français du Sénégal, auxquels le territoire des quatre commune de plein exercice était réputé correspondre.
Il en résultait que les originaires des communes de plein exercice relevaient, en principe, des juridictions dites « de droit français ». Ce n'est que pour juger les affaires intéressant leur « statut civil réservé » que des juridictions dites « de droit local » avaient été créées. Pour les musulmans, il s'agissait de juridictions dites de droit musulman, tenues par des « cadis ». Pour les non-musulmans, la juridiction spéciale était constituée par la juridiction de droit français, complétée par l'adjonction d'un assesseur appartenant à leur coutume. L'appel était portée devant la cour d'appel de Dakar, assistée, pour les musulmans, d'un « cadi » ou, pour les non-musulmans, d'un « notable ».
Les originaires des communes de plein exercice, qui ne conservaient leur « statut local » qu'en matière de « statut civil réservé », étaient soumis au régime répressif français. Il en résultait qu'ils n'étaient pas soumis au régime dit de l'indigénat, lequel permettait à l'autorité administrative certaines peines de police.

### La qualité de citoyen français

#### La pleine citoyenneté
Une loi du 29 septembre 1916 disposait : « Les originaires des communes de plein exercice du Sénégal et leurs descendants sont et demeurent des citoyens français soumis aux obligations militaires prévues par la loi du 19 octobre 1915 ».

### Des communes et des citoyens de plein exercice
Le député Jean-Baptiste Lafon de Fongaufier impose au gouverneur, un décret du 10 août 1872 que Saint louis et Gorée (avec Dakar Guet Ndar, Ndar Toute Sor, et en 1884, Gokhoumbathie) deviennent des communes de droit, avec respectivement seize et quatorze conseillers municipaux (Dakar est séparée de Gorée en 1878) et le même statut est accordé à Rufisque (avec Diokoul, Mérina et Tiawlène) en juin 1880. De plus, un conseil général est rétabli en 1879 (il avait été mis en place mais seulement pour les commerçants avant 1850). Cela donne une citoyenneté partielle aux habitants des quatre communes, que le député Blaise Diagne (premier député noir) réussit à rendre complète en 1916 par une négociation permettant d'établir la conscription dans les quatre communes en échange d'une citoyenneté française (accordée aux parents y compris aux épouses des polygames dans certains cas). C'est ce statut qui permet à Galandou Diouf puis à Lamine Gueye et dans le cadre de la réforme de 1944 Leopold Sedar Senghor d'être députés.

### Liste des maires

#### Gorée
- 1849-1872 : François de Saint Jean, père de la signare Mary de Saint Jean[35]

De la création de la commune de plein exercice à sa réunion à celle de Dakar
- 1872-1877 : Duréçu Potin[36]
- 1877-1880 : Charles Chaussende[37]
- 1880-1881 : François Piécentin[38]
- 1881-1884 : Kerny Sarrazin[38]
- 1884-1890 : Charles de Marguerie de Montfort[39],[40]
- 1892-1914 : Joseph Le Bègue de Germiny[41]
- 1917-1925 : Claude Potin[42]
- 1929 : Gorée fusionne avec Dakar

#### Saint Louis
Au XIXe siècle, la plupart des maires sont des métis issus de signares.
- 1828-1848 : Jean-Jacques Alin, d’origine antillaise[43]
- 1848-1851 : Barthélémy Durand Valantin, également député du Sénégal[44]
- 1851-1856 : Nicolas d’Erneville[45]
- 1856-1872 : Blaise Dumont[46]

De la création de la commune de plein exercice à l'indépendance
- 1872-1875 : Auguste Bréchet[37]
- 1875-1880 : Gaspard Devès[47]
- 1882-1889 : Auguste de Bourmeister[48]
- 1890-1891 : Jean-Jacques Crespin, petit-fils de Jean-Jacques Alin (1er mandat)[36],[49]
- 1891-1894 : Jules Couchard[50]
- 1894-1895 : Jean-Jacques Crespin (2e mandat)[36]
- 1895-1909 : Louis Descemet[36]
- 1909-1910 : Justin Devès, fils de Gaspard Devès (1er mandat)[51]
- 1912-1916 : Justin Devès (2e mandat)[51],[52]
- 1919-1925 : Amadou Dugay Clédor[53]

#### Dakar
- 1887-1892 : Jean Alexandre, premier maire de Dakar[38]
- 1892- : Marguerie de Montfort[50]
- 1898-1908 : Fernand Marsat [54],[55]
- 1920-1934 : Blaise Diagne
- 1934-1939 : Armand-Pierre Angrand[55]
- 1943-1945 : Alfred Goux[55]
- 1945-1961 : Lamine Gueye
- 1961-1964 : Joseph Gomis[55]
- 1964-1978 : Samba Guèye[55]
- 1978-1979 : Lamine Diack[55]
- 1979-1984 : Amadou Clédor Sall[55]
- 1984-2002 : Mamadou Diop
- 2002-2009 : Pape Diop
- depuis 2009 : Khalifa Sall

#### Rufisque
- 1881-1882 : Pierre Bols[56]
- 1882-1885 : Paul Sicamois[56]
- 1887-1891 : Jean Jacques Lamartiny[56]
- 1892-1900 : Joseph Gabard[56]
- 1900-1904 : Aly Gaye[56]
- 1904-1910 : Antoine Macou[56]
- 1911-1919 : Gabriel Scorpit[56]
- 1919-1923 : Galandou Diouf[56]
- 1925-1929 : Maurice Gueye (1er mandat)[56]
- 1929-1932 : Ibra Seck[57]
- 1936-1945 : Ousmane Socé Diop (1er mandat)[56]
- 1945-1960 : Maurice Gueye (2e mandat)[56]
- 1960-1964 : Ousmane Socé Diop (2e mandat)[56]
- 1987-2002 : Jacques Mbaye Diop[56]
- 1996 : Rufisque est divisée en trois communes d'arrondissement
- 2002-2009 : Ndiawar Touré[56]
- 2009-2014 : Badara Mamaya Sène[56]
- 2014-2022: Daouda Niang
- depuis 2022: Omar Cissé

### Limite et portée du statut
Les quatre communes comptent une population d’environ 26 000 individus en 1870. Le droit de vote ne concerne donc, jusqu'à la Seconde Guerre mondiale, que 5 % des habitants du futur territoire du Sénégal. Il n'est étendu pour le Conseil général qu'aux citoyens français hors quatre communes (métropolitains et anciens soldats) qu'avec la réforme Sarraut et les commissions municipales des « communes mixtes » (les autres communes côtières) ne sont élues qu'à partir de 1939.
De plus, les barrières sociales et légales, même dans les quatre communes, ne disparaissent que très progressivement entre 1848 et la décolonisation. Ainsi la distinction entre « originaires » (ressortissants des tribunaux coutumiers et islamiques en raison du statut personnel) et « évolués » (individus scolarisés, acculturés ayant renoncé à la protection du statut personnel) dure jusqu'en 1916 pour le droit de vote.
Malgré ces limites, toutefois, contrairement aux autres Africains qui n'ont eu de député que sous la Quatrième République, les Sénégalais pouvaient se réclamer d'une citoyenneté ancienne. Cela peut partiellement expliquer les différences d'attitude du personnel politique entre 1946 et 1960, en particulier la faible implantation du Rassemblement démocratique africain.
Les historiens contemporains (Mamadou Diouf) affirment que ce statut particulier, a priori assimilationiste, montre que la République s'est posée la question de particularismes dans la citoyenneté (en particulier sur le droit coutumier musulman, ou l'extension de la citoyenneté à une communauté et non au seul individu).